# Maroshévízi fatemplom
A maroshévízi Pârâul Doamnei kolostor fatemploma műemlékké nyilvánított épület Romániában, Hargita megyében. A romániai műemlékek jegyzékében a  HR-II-m-A-12990 sorszámon szerepel.

## Története
A hagyomány szerint a kolostort I. György István moldvai fejedelem felesége, Safta asszony alapította 1658-ban, amikor száműzetésbe indult férjével. Amikor Moldvából áthalad Erdélybe, és csodával határos módon megszabadult az őket üldöző törököktől, egy kolostor romjait pillantotta meg. A megmenekülés emlékére pénzt hagyott egy helyi bojárnak, hogy kolostort építsen belőle. A bojár azonban másra költötte a pénzt, így már csak fatemplomra futotta belőle.